# Pájaros volando
Oiseaux volant
Pájaros volando (« Oiseaux volant ») est une peinture réalisée par Francisco de Goya en 1786-1787 et faisant partie de la cinquième série des cartons pour tapisserie destinée à la salle à manger du Prince des Asturies au Palais du Pardo.

## Contexte de l'œuvre
Tous les tableaux de la cinquième série sont destinés à la salle à manger du Prince des Asturies, c'est-à-dire de celui qui allait devenir Charles IV et de son épouse Marie Louise de Parme, au palais du Pardo. Le tableau a été peint entre mai 1786 et fin 1787.
La série était composée de Las Floreras, La Era, La Vendimia, La Nevada, El Albañil herido, Los Pobres en la fuente, El Niño del carnero, Niños con perros de presa, Cazador junto a una fuente, Pastor tocando la dulzaina, Riña de gatos, Pájaros volando et La Marica en un árbol.